# Кубок арабских наций по футболу
Кубок арабских наций (араб. كأس العربية المتحدة‎), или Арабский кубок — футбольный турнир, в котором принимают участие сборные арабских стран Африки и Азии, входящие в состав Союз арабских футбольных ассоциаций. С 2021 года проводится под эгидой ФИФА.
Первый розыгрыш турнира прошёл в 1963 году в Ливане, чемпионом стала сборная Туниса. После приведения ещё двух турниров в 1964 и 1966 года, розыгрыш не проводился почти 20 лет. В 1985 году прошёл четвёртый розыгрыш Кубка арабских наций; до 2012 года было проведено ещё пять турниров. В 2021 году, после девятилетнего перерыва Кубок был вновь возрождён — на этот раз под эгидой ФИФА.
Действующим победителем Кубка является сборная Алжира.

## Статистика

### Победители
| 1963    | Ливан             | Тунис             | Группа            | Сирия             | Ливан             | Группа            | Кувейт            |
| 1964    | Кувейт            | Ирак              | Группа            | Ливия             | Кувейт            | Группа            | Ливан             |
| 1966    | Ирак              | Ирак              | 2-1               | Сирия             | Ливия             | 6-1               | Ливан             |
| 1985    | Саудовская Аравия | Ирак              | 1-0               | Бахрейн           | Саудовская Аравия | 0-0 (4-1) по пен. | Катар             |
| 1988    | Иордания          | Ирак              | 1-1 (4-3) по пен. | Сирия             | Египет            | 2-0               | Иордания          |
| 1992(1) | Сирия             | Египет            | 3-2               | Саудовская Аравия | Кувейт            | 2-1               | Сирия             |
| 1998    | Катар             | Саудовская Аравия | 3-1               | Катар             | Кувейт            | 4-1               | ОАЭ               |
| 2002    | Кувейт            | Саудовская Аравия | 1-0               | Бахрейн           | Иордания          | -(2)              | Марокко           |
| 2012    | Саудовская Аравия | Марокко           | 1-1 (3-1) по пен. | Ливия             | Ирак              | 1-0               | Саудовская Аравия |
| 2021    | Катар             | Алжир             | 2-0               | Тунис             | Катар             | 0-0 (5-4) по пен. | Египет            |

- Ирак был исключён из соревнований с 1991 по 2002 год из-за войны в Персидском заливе

### Успехи команд
| Команда           | Титулы                     | Финалисты            | 3-е место(1)         | 4-е место(1)   | 1/2 финала(1) |
| ----------------- | -------------------------- | -------------------- | -------------------- | -------------- | ------------- |
| / Ирак            | 4 (1964, 1966, 1985, 1988) | —                    | 1 (2012)             | —              |               |
| Саудовская Аравия | 2 (1998, 2002)             | 1 (1992)             | 1 (1985)             | 1 (2012)       | —             |
| Египет            | 1 (1992)                   | —                    | 1 (1988)             | —              | —             |
| Марокко           | 1 (2012)                   | —                    | —                    | —              | 1 (2002)      |
| Тунис             | 1 (1963)                   | —                    | —                    | —              | —             |
| / Сирия           | —                          | 3 (1963, 1966, 1988) | —                    | 1 (1992)       | —             |
| / Ливия           | —                          | 2 (1964, 2012)       | 1 (1966)             | —              | —             |
| Бахрейн           | —                          | 2 (1985, 2002)       | —                    | —              | —             |
| Катар             | —                          | 1 (1998)             | —                    | 1 (1985)       | —             |
| Кувейт            | —                          | —                    | 3 (1964, 1992, 1998) | —              | —             |
| Ливан             | —                          | —                    | 1 (1963)             | 2 (1964, 1966) | —             |
| Иордания          | —                          | —                    | —                    | 1 (1988)       | 1 (2002)      |
| ОАЭ               | —                          | —                    | —                    | 1 (1998)       | —             |

- Ирак был исключён из соревнований с 1991 по 2002 год из-за войны в Персидском заливе

### Участие в финальном турнире
| Кол-во | Страна                                  |
| ------ | --------------------------------------- |
| 8      | Иордания Кувейт                         |
| 7      | Ливан                                   |
| 6      | / Сирия Саудовская Аравия               |
| 5      | / Ирак Бахрейн                          |
| 4      | Египет / Ливия Палестина Марокко        |
| 3      | Судан Йемен (в 1966 как Северный Йемен) |
| 2      | Тунис Алжир Катар ОАЭ                   |
| 1      | Мавритания                              |

### Хозяева турнира
| Кол-во | Страна            | Год(ы)     |
| ------ | ----------------- | ---------- |
| 2      | Кувейт            | 1964, 2002 |
| 2      | Саудовская Аравия | 1985, 2012 |
| 2      | Катар             | 1998, 2021 |
| 1      | Сирия             | 1992       |
| 1      | Иордания          | 1988       |
| 1      | / Ирак            | 1966       |
| 1      | Ливан             | 1963       |

## Кубок Палестины 1972—1975
В течение долгого перерыва в розыгрыше Кубка арабских наций с 1966 по 1985 год, данный турнир выступал в качестве его замены, однако, в качестве розыгрышей Кубка арабских наций признан не был. Состоялся всего лишь трижды в 1970-х годах.

### Победители Кубка Палестины
| Год  | Место | Победитель | Финалист | Примечания |
| ---- | ----- | ---------- | -------- | ---------- |
| 1972 | Ирак  | Египет     | Ирак     |            |
| 1973 | Ливия | Тунис      | Сирия    |            |
| 1975 | Тунис | Египет     | Ирак     |            |